# Carnegie Hall (film)
Carnegie Hall is een Amerikaanse muziekfilm uit 1947 onder regie van Edgar G. Ulmer.

## Verhaal
Een moeder wil dat haar zoon een gevierd pianist wordt. Hij valt echter voor een revuezangeresje en hij sluit zich aan bij een muziekgroepje. Uiteindelijk ziet de moeder haar wens toch in vervulling gaan.

## Rolverdeling
| Acteur             | Personage          |
| ------------------ | ------------------ |
| Marsha Hunt        | Nora Ryan          |
| William Prince     | Tony Salerno jr.   |
| Frank McHugh       | John Donovan       |
| Martha O'Driscoll  | Ruth Haines        |
| Hans Jaray         | Tony Salerno sr.   |
| Olin Downes        | Olin Downes        |
| Joseph Buloff      | Anton Tribik       |
| Walter Damrosch    | Walter Damrosch    |
| Bruno Walter       | Bruno Walter       |
| Lily Pons          | Lily Pons          |
| Gregor Piatigorsky | Gregor Paitigorsky |
| Risë Stevens       | Risë Stevens       |
| Artur Rodzinski    | Artur Rodzinski    |
| Artur Rubinstein   | Artur Rubinstein   |
| Jan Peerce         | Jan Peerce         |